# Alexander Artemev
Alexander Artemev född den 29 augusti 1985 i Minsk, Vitryssland, är en amerikansk gymnast.
Han tog OS-brons i lagmångkampen i samband med de olympiska gymnastiktävlingarna 2008 i Peking.